# Todas las Voces (Perú)
Todas las Voces fue una agrupación política peruana de izquierda liderada por Guillermo Bermejo e integrante de la Coordinadora Continental Bolivariana en el Perú (CCB-CP).

## Historia
Fue fundado en el año 2004 y fue parte integrante del CCB-CP, por lo que se ha especulado que habrían sido financiados por los gobiernos de Hugo Chávez y Evo Morales. Estuvo integrada por Guillermo Bermejo, Luis Trinidad Abarca, Giancarlo Trinidad Abarca, Roxana Romero Rojas, Silvia Tello, José Luis Quispe Changanaqui, entre otros.
Los miembros de Todas las Voces tuvieron diálogos con miembros del Ejército de Liberación Nacional (ELN) colombiano,[cita requerida] las Fuerzas Armadas Revolucionarias de Colombia (FARC),[cita requerida] el Movimiento Patriótico Revolucionario Quebracho,[cita requerida] el Movimiento Indígena Pachakuti,[cita requerida] el Movimiento Bolivariano Alfarista,[cita requerida] entre otros; al igual de contacto con personajes pertenecientes al MRTA como Roque Gonzáles La Rosa, Alejandro Astorga Valdés y Mary Soto.[cita requerida] Además, disponía de una emisora radial de nombre "Radio Rebelde", mediante la cual se planeó la difusión de propaganda para la captación de personas para la organización.
En el año 2006, algunos de los miembros de Todas las Voces, incluyendo a Bermejo, fueron intervenidos por la DIRCOTE cuando, según la versión policial, se habrían encontrado en preparativos para realizar un atentado terrorista mediante un explosivo fabricado con urea en la casa del embajador de Estados Unidos en enero del 2007. Sin embargo, el caso se archivó y la acusación nunca fue probada en sede judicial.